# Thomas Hirsch (Politiker)
Thomas Hirsch (* 30. April 1967 in Landau in der Pfalz) ist ein deutscher Kommunalpolitiker. Von 2016 bis 2022 war er Oberbürgermeister von Landau in der Pfalz. Seit dem 1. Januar 2023 ist er Präsident des Sparkassenverbandes Rheinland-Pfalz.

## Leben
Thomas Hirsch absolvierte sein Abitur im Jahr 1986 am Max-Slevogt-Gymnasium in Landau. Von 1986 bis 1989 war er Inspektorenanwärter bei der Kreisverwaltung Südliche Weinstraße und studierte an der Fachhochschule für öffentliche Verwaltung des Landes Rheinland-Pfalz. 1989 schloss er das Studium als Diplom-Verwaltungswirt (FH) ab. Von 1989 bis 1990 arbeitete er in der Kreisverwaltung Südliche Weinstraße in der Umweltschutzabteilung und im Büro des Landrates. Zwischen 1990 und 2000 war er Leiter der Pressestelle der Stadtverwaltung Landau, ab 1998 zugleich stellvertretender Leiter des Hauptamtes. Seit 2000 ist Hirsch Geschäftsführer der Finanzholding Landau in der Pfalz GmbH (heute: Stadtholding Landau in der Pfalz GmbH) sowie seit 2003 der SH-Service GmbH.
Von 2008 bis 2015 war Thomas Hirsch hauptamtlicher Bürgermeister der Stadt Landau in der Pfalz. Bei der Oberbürgermeisterwahl im Jahr 2015 gewann er die Stichwahl am 28. Juni 2015 mit 53,2 % gegen den Mitbewerber Maximilian Ingenthron (SPD) Seine Amtszeit begann am 1. Januar 2016.
Im Dezember 2021 wurde Hirsch zum Verbandsvorsteher und Präsidenten des Sparkassenverbandes Rheinland-Pfalz mit Dienstbeginn am 1. Januar 2023 gewählt. Sein Nachfolger im Amt des Oberbürgermeisters der Stadt Landau ist Dominik Geißler (CDU).
Hirsch ist katholisch, verheiratet, hat zwei Kinder und Mitglied der CDU.

## Tätigkeiten
Neben seiner Tätigkeit als Präsident des Sparkassenverbandes Rheinland-Pfalz ist Hirsch der Vorsitzende des Fördervereins Ein Hospiz für LD-SÜW e.V., Mitglied im Kuratorium der Evangelische Akademie der Pfalz und Mitglied im Kuratorium Aktion Hilfe in Not e.V.